# Fuerza de Abraham-Lorentz-Dirac
En electromagnetismo, la fuerza de Abraham-Lorentz-Dirac es la fuerza que experimentaría una partícula cargada moviéndose a velocidades relativistas debido a un campo electromagnético. Se trata de una modificación de la fuerza de Abraham-Lorentz que describe el mismo efecto pero sin tener en consideración los efectos de la relatividad especial.

## Definición
La expresión de la fuerza de Abraham-Lorentz-Dirac la derivó Paul Dirac en 1938 y viene dada por:
{\displaystyle F_{\mu }^{\mathrm {rad} }={\frac {\mu _{o}q^{2}}{6\pi mc}}\left[{\frac {d^{2}p_{\mu }}{d\tau ^{2}}}-{\frac {p_{\mu }}{m^{2}c^{2}}}\left({\frac {dp_{\nu }}{d\tau }}{\frac {dp^{\nu }}{d\tau }}\right)\right].}
Con la generalización relativista de Liénard de la fórmula de Larmor en el marco de co-movimiento,
{\displaystyle P={\frac {\mu _{o}q^{2}a^{2}\gamma ^{6}}{6\pi c}},}
Se puede demostrar que se trata de una fuerza válida manipulando la ecuación de tiempo promedio para la potencia.
{\displaystyle {\frac {1}{\Delta t}}\int _{0}^{t}Pdt={\frac {1}{\Delta t}}\int _{0}^{t}{\textbf {F}}\cdot {\textbf {v}}\,dt.}

## Paradojas
Al igual que en el caso no relativista, existen soluciones patológicas, que utilizan la ecuación de Abraham-Lorentz-Dirac, que anticipan un cambio en la fuerza externa y según la cual la partícula se acelera antes de la aplicación de una fuerza, las llamadas soluciones de preaceleración. Aunque este problema fue discutido por Yaghjian, y posteriormente por Rohrlich y Medina.